# Liste der Mitglieder des liechtensteinischen Landtags (1958)
Diese Liste führt die Mitglieder des Landtags des Fürstentums Liechtenstein auf, der aus den Wahlen am 23. März 1958 hervorging. Diese Neuwahlen, ein Jahr nach den Wahlen 1957, waren das Ergebnis einer Wahlbeschwerde der Vaterländischen Union (VU) gegen das Ergebnis von 1957. Nachdem, gemäß Wahlgesetz, der Landtag selber über die Wahlbeschwerde entschieden und sie mit den Stimmen der Fortschrittlichen Bürgerpartei in Liechtenstein (FBL) abgelehnt hatte, wurde das Wahlgesetz auf Wunsch des damaligen Landesfürsten Franz Josef II. noch 1957 geändert und anschließend wurden Neuwahlen vereinbart. Seit 1957 entscheidet der Staatsgerichtshof über Wahlbeschwerden. Ausserdem wurde mit dieser Wahlrechtsänderung festgesetzt, dass die Landtagswahlen immer im Februar oder März eines Wahljahres stattfinden.

## Zusammensetzung
Von 3544 Wahlberechtigten nahmen 3419 Personen an der Wahl teil (94,5 %). Von den abgegebenen Stimmen waren 3376 gültig. Die Stimmen und Mandate verteilten sich in den beiden Wahlkreisen – Oberland und Unterland – wie folgt:
| Partei                              | Stimmen  | Stimmen   | Stimmen   | Stimmen       | Sitze    | Sitze     | Sitze     |
| ----------------------------------- | -------- | --------- | --------- | ------------- | -------- | --------- | --------- |
| Partei                              | Oberland | Unterland | insgesamt | Stimmenanteil | Oberland | Unterland | insgesamt |
| Fortschrittliche Bürgerpartei (FBP) | 1171     | 668       | 1839      | 54,47 %       | 5        | 4         | 9         |
| Vaterländische Union (VU)           | 1076     | 461       | 1537      | 45,53 %       | 4        | 2         | 6         |

## Liste der Mitglieder
| Name                  | Fraktion | Wahlkreis | Stimmen | Bemerkung                   |
| --------------------- | -------- | --------- | ------- | --------------------------- |
| Johann Beck           | VU       | Oberland  | 1096    |                             |
| Fidel Brunhart        | FBP      | Oberland  | 1055    |                             |
| Alfons Büchel         | FBP      | Unterland | 638     |                             |
| Ernst Büchel          | FBP      | Unterland | 605     |                             |
| Roman Gassner         | VU       | Oberland  | 1044    |                             |
| Leo Gerner            | FBP      | Unterland | 613     |                             |
| Josef Hoop            | FBP      | Oberland  | 1133    | bis 1959 Landtagspräsident  |
| Alois Oehri           | VU       | Unterland | 512     |                             |
| Georg Oehri           | FBP      | Unterland | 602     |                             |
| Paul Oehri            | VU       | Unterland | 494     |                             |
| Meinrad Ospelt        | FBP      | Oberland  | 1058    |                             |
| Martin Risch          | FBP      | Oberland  | 1063    | seit 1960 Landtagspräsident |
| Alois Vogt            | VU       | Oberland  | 1062    |                             |
| Andreas Vogt          | VU       | Oberland  | 1036    |                             |
| Stefan Wachter junior | FBP      | Oberland  | 1029    |                             |

## Liste der Stellvertreter
| Name                | Fraktion | Wahlkreis | Anmerkung | Bemerkung |
| ------------------- | -------- | --------- | --------- | --------- |
| Josef Büchel        | FBP      | Oberland  | 955       |           |
| Hans Gassner        | FBP      | Oberland  | 980       |           |
| Johann Georg Hasler | VU       | Unterland | 465       |           |
| Hans Hilti          | VU       | Oberland  | 950       |           |
| Engelbert Kranz     | FBP      | Unterland | 577       |           |
| Franz Nägele        | VU       | Unterland | 463       |           |
| Josef Oehri         | FBP      | Unterland | 485       |           |
| Walter Oehri        | VU       | Oberland  | 1016      |           |
| Gustav Ospelt       | VU       | Oberland  | 931       |           |
| Franz Josef Schurte | FBP      | Oberland  | 973       |           |